# (29321) 1994 PL16
A (29321) 1994 PL16 a Naprendszer kisbolygóövében található aszteroida. Eric Walter Elst fedezte fel 1994. augusztus 10-én.